# 奥村家住宅 (犬山市)
奥村家住宅（おくむらけじゅうたく）は、愛知県犬山市の登録有形文化財。

## 概要
奥村家住宅は犬山城下町の街道沿いにある商家である。犬山城下町を1842年（天保13年）に襲った大火の後に建てられたもので、1899年（明治32年）に大規模改修を経験している。
2002年（平成14年）3月、「フレンチ創作料理なり多」として開店し、レストランとして活用されている。

## 文化財
| 画像 | 名称   | 備考 |
| ---- | ------ | --- |
|      | 金庫蔵 | 明治時代の建築。土蔵造2階建、瓦葺、建築面積14平方メートル。1999年（平成11年）8月23日、再現することが容易でないものとして国登録有形文化財に登録。    |
|      | 米蔵   | 江戸時代末期の建築。土蔵造2階建、瓦葺、建築面積51平方メートル。1999年（平成11年）8月23日、造形の規範となっているものとして国登録有形文化財に登録。  |
|      | 主屋   | 江戸時代末期の建築。木造2階建、瓦葺、建築面積208平方メートル。1999年（平成11年）8月23日、再現することが容易でないものとして国登録有形文化財に登録。 |
|      | 道具蔵 | 明治時代の建築。土蔵造2階建、瓦葺、建築面積31平方メートル。1999年（平成11年）8月23日、造形の規範となっているものとして国登録有形文化財に登録。      |
|      | 納屋   | 明治時代の建築。木造平屋建、瓦葺、建築面積16平方メートル。1999年（平成11年）8月23日、造形の規範となっているものとして国登録有形文化財に登録。       |
|      | 離れ   | 大正時代の建築。木造2階建、瓦葺、建築面積37平方メートル。1999年（平成11年）8月23日、造形の規範となっているものとして国登録有形文化財に登録。        |
|      | 東高塀 | 明治時代の建築。木造、瓦葺、延長17.4メートル。1999年（平成11年）8月23日、国土の歴史的景観に寄与しているものとして国登録有形文化財に登録。           |
|      | 棟門   | 江戸時代末期の建築。木造、瓦葺、建築面積6平方メートル。1999年（平成11年）8月23日、再現することが容易でないものとして国登録有形文化財に登録。        |
|      | 渡り廊 | 明治時代の建築。木造平屋建、瓦葺、建築面積66平方メートル。1999年（平成11年）8月23日、造形の規範となっているものとして国登録有形文化財に登録。       |

## 現地情報
所在地
- 愛知県犬山市大字犬山字東古券395[WEB 1]

交通アクセス
- 名鉄犬山線犬山駅より徒歩6分[2]

### WEB
1. 1 2 3 4 5 6  “奥村家住宅主屋”. 国指定文化財等データベース.   文化庁. 2024年9月23日閲覧。
2. 1 2 3 4  “奥村家住宅金庫蔵”. 国指定文化財等データベース.   文化庁. 2024年9月23日閲覧。
3. 1 2 3 4  “奥村家住宅米蔵”. 国指定文化財等データベース.   文化庁. 2024年9月23日閲覧。
4. 1 2 3 4  “奥村家住宅道具蔵”. 国指定文化財等データベース.   文化庁. 2024年9月23日閲覧。
5. 1 2 3 4  “奥村家住宅納屋”. 国指定文化財等データベース.   文化庁. 2024年9月23日閲覧。
6. 1 2 3 4  “奥村家住宅離れ”. 国指定文化財等データベース.   文化庁. 2024年9月23日閲覧。
7. 1 2 3 4  “奥村家住宅東高塀”. 国指定文化財等データベース.   文化庁. 2024年9月23日閲覧。
8. 1 2 3 4  “奥村家住宅棟門”. 国指定文化財等データベース.   文化庁. 2024年9月23日閲覧。
9. 1 2 3 4  “奥村家住宅渡り廊”. 国指定文化財等データベース.   文化庁. 2024年9月23日閲覧。

### 書籍
1. 1 2 3  才本清継 2005, p. 62.
2. ↑  才本清継 2005, p. 63.